# Miocyon
Miocyon is een geslacht van uitgestorven roofdieren uit de familie Miacidae dat tijdens het Eoceen in Noord-Amerika leefde.

## Fossiele vondsten
Fossielen van Miocyon zijn gevonden in de Amerikaanse staten Californië, Wyoming, Texas en Utah en de Canadese provincie Saskatchewan, waaronder in de Uinta-formatie en Laredo-formatie. De vondsten dateren uit de North American Land Mammal Ages Bridgerian, Uintan en Duchesnean.

## Kenmerken
Miocyon had het formaat van een wasbeer en het gebit wijst er op dat deze miacide een omnivoor dieet had, in tegenstelling tot de andere carnivore miaciden. Miocyon leefde voornamelijk op de grond, maar kon ook klimmen.